# Центральний (Богородський район)
Центральний (рос. Центральный) — селище в Богородському районі Нижньогородської області Російської Федерації.
Населення становить 926 осіб. Входить до складу муніципального утворення Шапкинська сільрада.

## Історія
Від 2004 року входить до складу муніципального утворення Шапкинська сільрада.

## Населення
| 1999 | 2002  | 2010 |
| ---- | ----- | ---- |
| 1098 | ↘1020 | ↘926 |